# Erwin Weiss (Staatsrat)
Erwin Weiss (* 23. August 1930; † 8. Juni 2017 in Meckenheim (Rheinland)) war ein deutscher Wirtschaftswissenschaftler, Beamter sowie Staatsrat und Chef der Senatskanzlei (CdS, SPD) in Bremen.

## Biografie
Weiss studierte von 1953 bis 1957 Wirtschaftswissenschaften an der Universität Tübingen und promovierte 1959 zum Dr. rer. pol. Er war von 1958 bis 1960 in der Privatwirtschaft tätig. 1960/61 wirkte er als Assistent und Oberassistent bei der Marktforschungsgemeinschaft des Wirtschaftswissenschaftlichen Instituts der TH Stuttgart. Von 1961 bis 1967 war er Referent und dann  Abteilungsleiter beim Landesgewerbeamt Baden-Württemberg. Von 1967 bis 1969 war er Referent, dann Referatsleiter im Ministerium für Wirtschaft des Landes Baden-Württemberg. 1970 erfolgte seine Ernennung zum Beauftragten des Wirtschaftsministeriums bei der Vertretung des Landes Baden-Württemberg beim Bund.
1970/71 war er Hilfsreferent, dann bis 1976 Referent im Bundeskanzleramt für Wirtschafts- und finanzpolitische Gesamtkoordinierung, Finanzplanung, Sozialbudget, nationale und internationale Konjunktur- und Währungspolitik, Bundesbank sowie für den Kabinettsausschuss für Finanzplanung. Von 1976 bis 1980 leitete er den Bereich Wirtschaft, Wettbewerbs-, Struktur-, Ordnungs-, Industrie-, Energie- und Unternehmenspolitik, Handwerk und Handel, ERP-Vermögen, Außenwirtschaft und Kabinettsausschuss für Wirtschaft im Bundeskanzleramt, das zu dieser Zeit von Bundeskanzler Helmut Schmidt (SPD) geführt wurde.
1980 erfolgte seine Berufung zum Staatsrat in Bremen als Chef der Senatskanzlei (CdS) der Freien Hansestadt Bremen. Er war Nachfolger von Günther Czichon (SPD). Er führte die Senatskanzlei bis 1985 unter Hans Koschnick (SPD) und dann bis 1988 unter Klaus Wedemeier (SPD) als Präsident des Senats der Freien Hansestadt Bremen. Nachfolger in diesem Amt wurde Hans-Helmut Euler (SPD).
Weiss war Mitglied der SPD. Er wohnte in Meckenheim und war verheiratet; die Familie hatte fünf Kinder.